# Robert Rusiecki
Robert Rudolf Rusiecki (ur. 8 czerwca 1964) – polski urzędnik, konsul generalny w Houston (2018–2022).

## Życiorys
Robert Rusiecki ukończył w 1992 anglistykę na Uniwersytecie Warszawskim. Od 1992 do 2007 pracował w sektorze bankowym, w tym na stanowiskach menedżerskich. Od listopada 2007 do stycznia 2010 kierował Konsulatem Generalnym, a po jego restrukturyzacji Wydziałem Konsularnym Ambasady RP w Londynie. Następnie, od lipca 2010 do kwietnia 2017, był zastępcą kierownika Konsulatu Generalnego w Chicago. 1 października 2018 objął stanowisko konsula generalnego w nowo otwartym Konsulacie Generalnym RP w Houston. Pełnił je do listopada 2022. Od 2023 kierownik Wydziału Konsularnego Ambasady RP w Pretorii.